# Hosackia
Hosackia là một chi thực vật có hoa trong họ Đậu.